# Félix Pescador-Saldaña
Félix Pescador-Saldaña, né le 18 mai 1852 à Saragosse et mort le 10 novembre 1901 à Paris, est un peintre espagnol.

## Biographie
Félix Pescador est le fils du peintre et scénographe Mariano Pescador et de Manuela Saldaña.
Élève de Léon Bonnat, il expose régulièrement au Salon de 1876 à 1900.
En 1894, il épouse à Paris Catalina Paula Huesa, Léon Bonnat est témoin de l'union.
Il meurt à son domicile de la rue d'Artois à l'âge de 48 ans. Il est inhumé au cimetière parisien de Saint-Ouen.

## Œuvres exposées aux Salons parisiens
- La Madeleine au Salon de 1876
- Portrait de Mme T… au Salon de 1876
- Portrait de Mlle Reichemberg, sociétaire de la Comédie-Française au Salon de 1877
- Portrait de Mgr Romero au Salon de 1877
- Hernani, Savez-vous quelle main vous étreint à cette heure ? au Salon de 1878
- Portrait de M. M. au Salon de 1878
- Portrait du jeune * au Salon de 1879
- La Mère Mahot, paysanne du bas Main au Salon de 1880
- Portrait de Mme L. P. au Salon de 1880
- Pie IX, dans le voyage qu’il fait à travers ses États

 au Salon de 1881
- Portrait de Mme de G. au Salon de 1881
- Portrait de M. le docteur Teillais au Salon de 1882
- Portrait de M. E. au Salon de 1883
- Pincés ! au Salon de 1883
- Portrait de Mlle R. au Salon de 1885
- Portrait de Mme la vicomtesse de C. au Salon de 1885
- Un Gymnaste au Salon de 1886
- Ravaudeuse au Salon de 1887
- Portraits de Mlles de la R. au Salon de 1888
- Portrait au Salon de 1888, pastel
- Le Songe du soldat (J. de Campos, Nouvelles) au Salon de 1889
- Les Rochers de la source, à Préfailles au Salon de 1890
- Intérieur breton au Salon de 1892
- Portrait de Mme J. de G. au Salon de 1892
- Intérieur au Salon de 1893 (Toulouse)
- Portrait de mon père au Salon de 1893, Sculpture, buste en terre cuite
- Le Rêve au Salon de 1893 (Blois)
- Portrait de Mme P. au Salon de 1895
- Extase au Salon de 1897
- Portrait au Salon de 1897, pastel
- Miniature au Salon de 1900